# Calomarde
Calomarde – gmina w Hiszpanii, w prowincji Teruel, w Aragonii, o powierzchni 28,18 km². W 2011 roku gmina liczyła 90 mieszkańców.